# Айзенштадт
А́йзенштадт, также Э́йзенштадт (нем. Eisenstadt, бав. Eisnståd, венг. Kismarton, хорв. Željezno — Железно, лат. Castrum Ferrum) — город земельного подчинения в Австрии, центр федеральной земли Бургенланд.
Площадь города составляет 42,88 км², население — 14 895 человек (1 января 2021), плотность населения — 346 чел./км².

## География
Айзенштадт лежит на спадающей к долине реки Вулька террасе южных подножий Лайтагебирге.

## Климат
Долгосрочная среднегодовая температура (в период с 1961 по 1990) составляет 10,4 °C. Среднее значение 2004 составляло 10,3 °C. Среднегодовое количество осадков (между 1961 и 1991) составляло 589 мм.
| Показатель                    | Янв.  | Фев.  | Март  | Апр. | Май  | Июнь | Июль | Авг. | Сен. | Окт. | Нояб. | Дек.  | Год   |
| ----------------------------- | ----- | ----- | ----- | ---- | ---- | ---- | ---- | ---- | ---- | ---- | ----- | ----- | ----- |
| Абсолютный максимум, °C       | 18,8  | 19,7  | 27,4  | 27,2 | 30,8 | 36,1 | 36,4 | 37,0 | 33,7 | 26,4 | 21,9  | 19,8  | 37,0  |
| Средний суточный максимум, °C | 2,8   | 5,3   | 10,4  | 15,3 | 20,6 | 23,4 | 25,9 | 25,7 | 20,9 | 14,8 | 7,7   | 4,0   | 14,7  |
| Средняя температура, °C       | −0,4  | 1,3   | 5,5   | 9,9  | 15,1 | 18,1 | 20,2 | 19,8 | 15,3 | 9,8  | 4,3   | 1,1   | 10,0  |
| Средний суточный минимум, °C  | −2,9  | −1,6  | 1,9   | 5,5  | 10,1 | 13,2 | 15,2 | 15,1 | 11,4 | 6,5  | 1,7   | −1,2  | 6,2   |
| Абсолютный минимум, °C        | −21,6 | −19,8 | −19,2 | −4   | −1,6 | 3,7  | 6,2  | 3,8  | 2,1  | −5,3 | −12,3 | −17,8 | −21,6 |
| Норма осадков, мм             | 33    | 29    | 45    | 51   | 62   | 71   | 66   | 59   | 58   | 43   | 53    | 41    | 618   |
| Источник: ZAMG                |       |       |       |      |      |      |      |      |      |      |       |       |       |

## История
Находки подтверждают, что регион Айзенштадта был заселён уже во времена Гальштатской культуры. Несколько позже здесь поселились кельты и римляне. Во время великого переселения народов различные германские народы и гунны заселили регион Айзенштадта. Около 800 года н. э. Карл Великий положил начало заселению баварцами. Первое упоминание о городе датируется 1118 годом, тогда он назывался Железная крепость (лат. Castrum Ferreum). С 1264 года он стал известен как Малый Мортин (по-венгерски «Кишмартон»). Нынешнее название город носит с 1373 года.
В 1373 году город перешёл во владение венгерскому дворянскому роду Канижаи. Это позволило укрепить стены и построить крепость со рвами. Название «Eysenstat» (железный город) также происходит из того времени. Айзенштадт получил свободу торговли в 1388 году. Герцог Альбрехт VI город приобрёл в 1445 году; следующие 150 лет Айзенштадт оставался под управлением Габсбургов. В XV веке в Бургенланде появились переселенцы-хорваты, которые называют Айзенштадт Железно, а Бургенланд Градище; впоследствии сформировался их диалект (градищанско-хорватский язык), в настоящее время имеют культурную автономию.
Во время турецких войн 1529 и 1532 годов Айзенштадт захватывался турками при их продвижении на Вену.
В 1647 году город попал под господство венгерского княжеского дома Эстерхази. Княжеский род изменил лицо города продолжительной оживлённой строительной работой. 26 октября 1648 года Айзенштадт указом императора Священной Римской империи (Фердинанд III) причислен к свободным городам. Город оплачивал за это 16 000 гульденов и 3000 бочек вина стоимостью в 9000 гульденов. В 1670 году Пауль I Эстерхази разрешает поселиться в Айзенштадте и 6 близлежащих населенных пунктах, известных, как 7 общин, примерно 3000 евреям, которые были изгнаны из Вены. Самсон Вертаймер (1658—1742), который действовал в Вене как крупный коммерсант, исполнял в Айзенштадте роль раввина. Золотой век художественной жизни здесь начинался с назначения Йозефа Гайдна на роль княжеского придворного капельмейстера в 1760-е годы. В 1809 году Айзенштадт во время войны пятой коалиции был занят французскими подразделениями. В 1897 году город присоединился к железнодорожной сети.
После Первой мировой войны и распада Габсбургского многонационального государства происходила трехлетняя борьба за будущую государственную принадлежность Бургенланда, и таким образом, Айзенштадта. По Сен-Жерменскому мирному договору Бургенланд перешёл в 1921 году к Австрии. Тем не менее, первоначально предусмотренный как столица земли Эденбург (нем.  Ödenburg, совр. Шопрон), отошёл на основе референдума к Венгрии. Вместо Эденбурга именно Айзенштадт стал 30 апреля 1925 года местонахождением правительства Бургенланда и, вместе с тем, столицей земли.
Во время Второй мировой войны Айзенштадт подвергался бомбардировкам единожды, причем имелось 40 человеческих жертв. В 1945 году Красная армия заняла Айзенштадт, и город, как и вся Восточная Австрия, оставался до 1955 в зоне советской оккупации. В 1960 году Айзенштадт стал местонахождением Айзенштадтской епархии.

## Городское деление

Картосхема Бургенланда. Аббревиатуры штатутарштадта Айзенштадт (E), штатутарштадта Руст (RU) и политических округов Бургенланда.
NUTS-регионы Бургенланда:
Нордбургенланд
Миттельбургенланд
Зюдбургенланд

Городские районы
- Айзенштадт,
- Клайнхёфлайн,
- Санкт-Георген

Кадастровые общины
- Айзенштадт,
- Айзенштадт-Оберберг,
- Айзенштадт-Унтерберг,
- Клайнхёфлайн,
- Санкт-Георген

## Политика
- Бургомистр Андреа Фрауншиль, АНП

Состав муниципалитета (в 2002):
- АНП: 19 мандатов
- СПА: 7 мандатов
- «Зелёные»: 2 мандата
- АПС: 1 мандат

## Экономика
В 1089 компаниях, офисах и предприятиях Айзенштадта были заняты (на 15 мая 2001 года) 13 581 сотрудника. На 8 предприятий из них работали более 200 сотрудников. В 2006 году: по истечении содействия ЕС многие фирмы переезжают из Айзенштадта в Вену или в Венгрию.

## Города-побратимы
- Бад-Киссинген (Германия)
- Кольмар (Франция)
- Линьяно-Саббьядоро (Италия)
- Сануки (Япония)
- Шопрон (Венгрия)
- Вена (Австрия)

## Культура

### Мероприятия
- Фестиваль Гайдна
- Праздник Айзенштадта, в пешеходной части исторического центра
- Фестиваль 1000 вин — бургенландская винная неделя перед оранжереей Замкового парка

## Достопримечательности
Музеи
- Музей Гайдна
- Земельный (краеведческий) музей
- Музей прихожан
- Музей пожарной команды
- Исторический музей (Landmuseum)
- Еврейский музей (Österreichisches Jüdisches Museum)

Религиозные сооружения
- Церковь Гайдна / Горная церковь
- Кафедральный собор, позднеготическая Бергкирхе (Bergkirche)
- Синагога
- Соборная церковь Св. Мартина (Dom-Kirche Hl. Martin)
- Церковь Францисканцев (Franziskanerkirche)

Замки
- Замок Эстерхази с Замковым парком

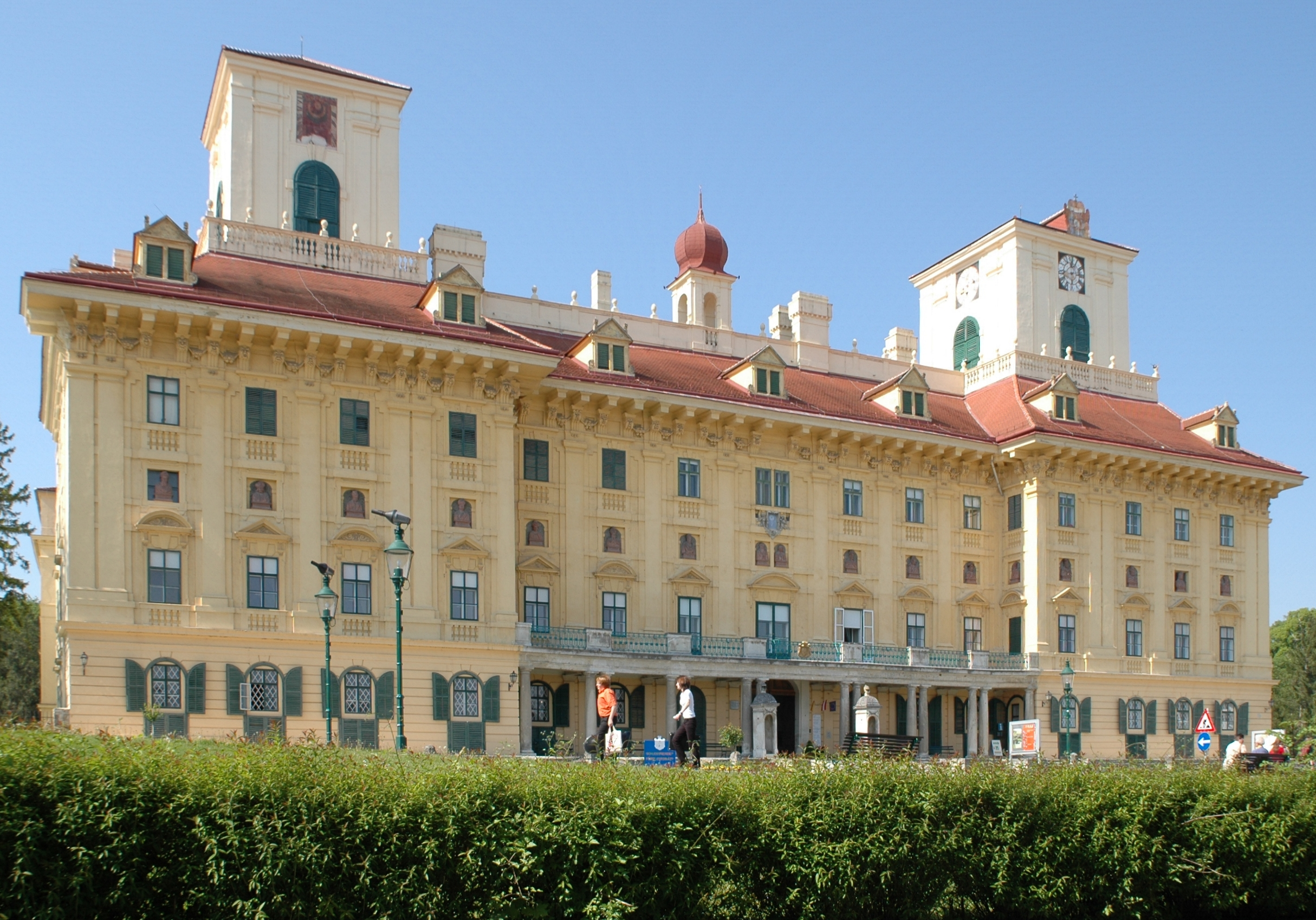
Замок Эстерхази

- Павильон барочного стиля, бывший охотничий замок князя Эстерхази

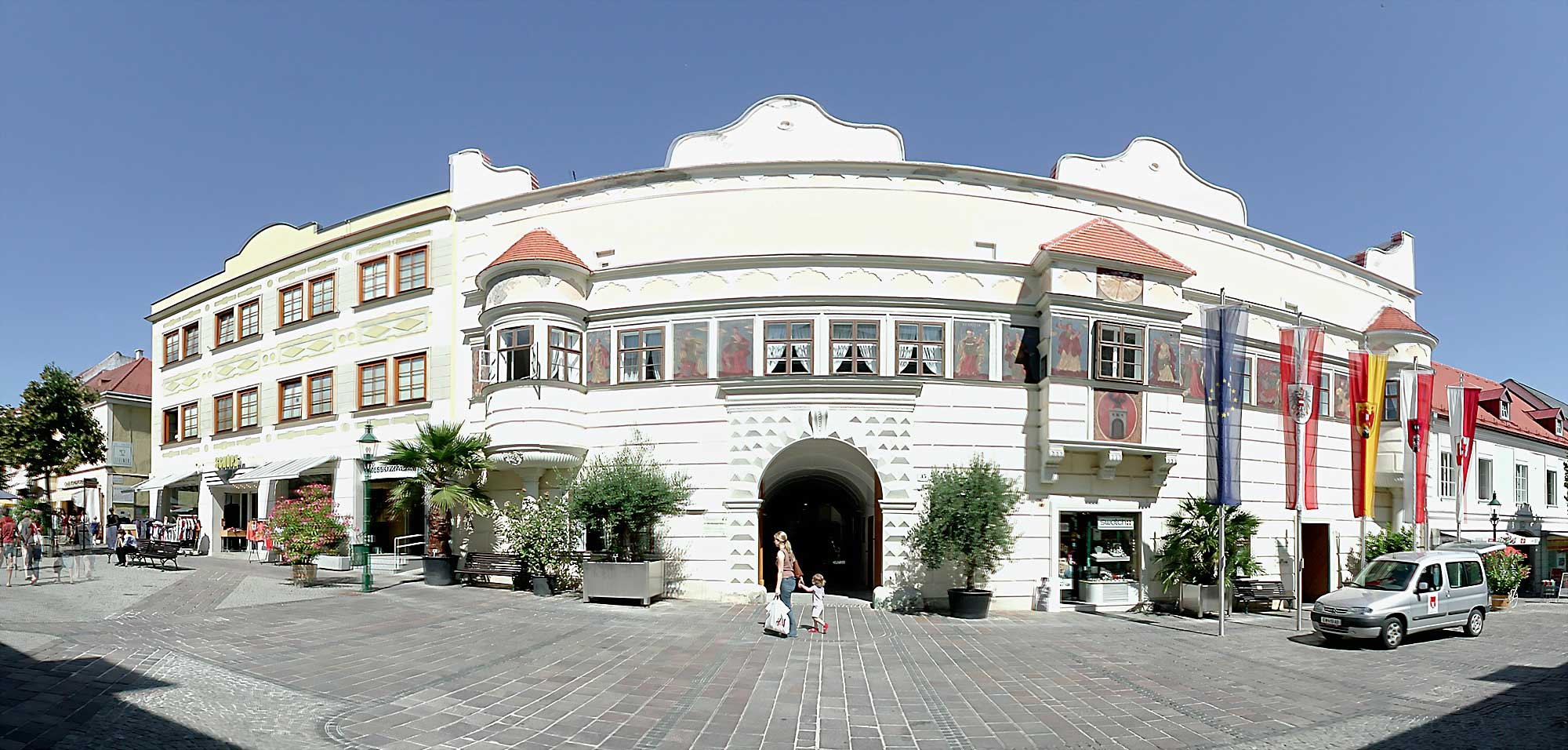
Ратуша

Прочие сооружения
- Мавзолей Гайдна
- Ратуша
- Пороховая башня

## Спорт
- SC Eisenstadt
- EV Eisenstadt Raptors
- inlineskating-eisenstadt (Inline-марафон) — это происходящее каждый год спортивное мероприятие для инлайн-скейтеров с растущей популярностью и международным интересом среди роллеров.

## Население
| Год  | Численность |
| ---- | ----------- |
| 1869 | 6696        |
| 1889 | 7035        |
| 1890 | 7351        |
| 1900 | 7387        |
| 1910 | 7073        |
| 1923 | 6796        |
| 1934 | 8897        |
| 1939 | 9005        |
| 1951 | 7568        |
| 1961 | 9315        |
| 1971 | 10062       |
| 1981 | 10102       |
| 1991 | 10349       |
| 2001 | 11334       |
| 2011 | 13101       |
| 2021 | 14895       |

## Политическая ситуация
Бургомистр коммуны — Андреа Фрауншиль (АНП) по результатам выборов 2007 года.
Совет представителей коммуны (нем. Gemeinderat) состоит из 29 мест.
- АНП занимает 17 мест.
- СДПА занимает 8 мест.
- Зелёные занимают 2 места.
- АПС занимает 2 места.